# Уелско корги
Уелското корги (на уелски: Corgi, в превод джудже) е порода кучета, създадена в Уелс. Тя има две разновидности: уелско корги кардиган и уелско корги пембрук.

## История
Породата е известна още от 10 век и е създадена в Уелс, като за основа ѝ послужила исландската овчарка. Уелското корги е един от най-малките членове на групата на овчарските кучета. Използва се в животновъдството за охрана на стада, където е особено полезно, тъй като направлява животните, като ги хапе на специфично място в долната част на крака и умело избягва ответния удар. Едновременно с това е смятано за особено ефикасно и поради малкия му размер. Първият стандарт на породата е от 1892 г. Днес тя може да се види по целия свят.

## Външен вид
Уелското корги е малка порода кучета, която расте до ок. 30 см и 14 кг. Съществуват две разновидности на уелсото корги: кардиган и пембрук, които не се отличават много една от друга. Например пембрук е малко по-малка от другата разновидност – кардиган и козината ѝ варира между рижаво-бяла и трицветна (черно, бяло и рижаво). При кардиган са разпространени и тигрова или виненочервено-бяла окраска.

## Характер
Вроденият характер у уелското корги е жесток и непримирим. Породата се отнася с подозрение към нови хора, но обича стопанина си. Въпреки суровия си нрав, кучетата от тази порода намират общ език с хора, които не им желаят злото. Отнася се добре с деца, особено малки. Уелското корги е весело и подвижно куче, което се разбира добре с другите животни и спокойно понася градския живот.
Характерите на уелското корги кардиган и уелското корги пембрук са сходни, но съществуват и различия. И двата вида са дружелюбни, добродушни в добра среда кучета, които обичат стопаните си и децата. Също така са превъзходни компаньони. Но кардиганът е по-спокоен, докато пембрука е по-възбудим.